# Luis Altamirano
Luis Altamirano Talavera (Concepción, 7 de junio de 1876-Santiago, 25 de julio de 1938), fue un militar y político chileno. Presidió la Junta de Gobierno de 1924 entre el 11 de septiembre de 1924 y el 23 de enero de 1925.
Anteriormente fue vicepresidente de la República, ministro del Interior (por un breve periodo) e Inspector general del Ejército de Chile (1922-1924).

## Primeros años de vida
Fue hijo de Eulogio Altamirano Aracena y de Antonia Adelina Talavera Appleby. Estudió Leyes en la Universidad de Chile, para luego trabajar en el ministerio de Justicia. Estaba casado con Elvira Zaldívar Reyes.

## Vida pública
Militar de profesión, inició su carrera como Capitán durante la Guerra Civil de 1891, contra el gobierno de José Manuel Balmaceda, se unió al ejército revolucionario y al terminar el conflicto ya era comandante de Artilleros, sólo terminaría en 1925, alcanzando a ser inspector general del Ejército, el más alto grado en la institución. 
Luego siguió su vida en cuarteles y fue enviado en misión a Europa, donde fue condecorado en Austria, Alemania y España. Saltó a la palestra política el 5 de septiembre de 1924, al entregar un pliego de peticiones que favorecía a los oficiales de ejército. 
Este acto provocó una crisis en el gabinete: el presidente Arturo Alessandri lo nombró ese mismo día ministro de Guerra y Marina (1923-1924). Tras el llamado Ruido de Sables, fue llamado como miembro del movimiento militar a ocupar el puesto de Ministro de Interior. Tres días después senadores y diputados tramitaron y aprobaron (en una jornada) todas las leyes que la oficialidad había reclamado.
Los militares presionaron al congreso para aprobar un pliego de demandas políticas, sociales y económicas en nombre del ejército. Alessandri presentó su renuncia, que no fue aceptada, dándole un permiso de 6 meses para ausentarse del país y, a la madrugada del día 9 se asiló con su familia en la sede diplomática norteamericana. En su cargo de ministro del interior, Altamirano debió jurar el 9 y 11 de septiembre de 1924 como Vicepresidente de la República, fecha en la que dio un golpe, junto con el General Juan Pablo Bennett y el Almirante Francisco Nef, tras lo cual formó una Junta de Gobierno.
La primera medida de la misma fue declarar disuelto el poder legislativo. Posteriormente se crearía una junta de gobierno, con él como presidente, que se mantendría hasta el 23 de enero de 1925, cuando otro golpe de Estado organizado por Marmaduque Grove y Carlos Ibáñez del Campo le depuso, reemplazándola por otra de carácter cívico-militar presidida por Emilio Bello Codesido e integrada por el general Pedro Pablo Dartnell y el almirante Carlos Ward.